# Boričevci
Boričevci är en ort i Kroatien.   Den ligger i länet Slavonien, i den östra delen av landet, 130 km öster om huvudstaden Zagreb. Boričevci ligger 179 meter över havet och antalet invånare är 137.
Terrängen runt Boričevci är kuperad åt sydväst, men åt nordost är den platt. Boričevci ligger nere i en dal. Runt Boričevci är det glesbefolkat, med 10 invånare per kvadratkilometer. Närmaste större samhälle är Požega, 11,3 km öster om Boričevci. Omgivningarna runt Boričevci är en mosaik av jordbruksmark och naturlig växtlighet.